# デジモンテイマーズ バトルエボリューション
『デジモンテイマーズ バトルエボリューション』は、2001年12月6日にバンダイより発売された、プレイステーション用対戦アクションゲームである。海外ではDigimon Rumble Arenaのタイトルで発売された。

## 概要
アニメ『デジモンアドベンチャー』・『デジモンアドベンチャー02』・『デジモンテイマーズ』の主役・人気デジモンが登場する2D対戦アクション。
2001年10月5日に発売された『デジモンテイマーズ バトルスピリット』とリンクしており、『バトルスピリット』据え置き版とでもいうべきゲームだが、グラフィックがドット絵から3Dポリゴンになっているほか、ゲームのルールやシステムにも違いがある。

## ゲームシステム

### 基本システム
体力ゲージの概念がなく「制限時間内にスコアアイテム（スピリット）を多く入手した方が勝ち」という独自の対戦システムを取っていた『バトルスピリット』に対し、本作品は「先に相手の体力ゲージをゼロにした方が勝ち」というオーソドックスな対戦システムになっている。
プレイヤーは互いに操作するデジモンを1体ずつ選び、1対1で対戦を行う。各デジモンには、攻撃の基本となる「通常技」（□ボタン）と、各デジモン固有の「必殺技」（○ボタンと△ボタンの二種類）が用意されているほか、後述する進化ゲージを消費することで一定時間「進化」（R1ボタン）することも可能。進化中は大幅なパワーアップが可能となっているほか、さらに進化中でしか使うことのできない「超必殺技」の発動も可能となる。ただし、中には進化前の形態が一切存在しないデジモンも存在する。
本作品には「炎（赤）」「水（青）」「自然（緑）」の3つの属性があり、「炎」は「自然」に強く「自然」は「水」に強く「水」は「炎」に強いという相性が存在する。各デジモンにはいずれかの属性が一つ設定されており、苦手属性の攻撃に対しては受けるダメージが増加するようになっている。
また、通常の対戦モード以外に、的当てゲームや玉入れなどのミニゲームモードも搭載されている。

### 進化
各種攻撃を当てたり当てられたりすると進化ゲージが溜まっていき、最大まで溜まると、R1ボタンで進化が可能になる。進化するとデジモンは外見・性能が全く違うものに変化し、大幅にパワーアップするほか、進化中にもう一度R1ボタンを押すことで進化ゲージを全て消費し「超必殺技」の発動も可能になる。進化中は時間経過で徐々に進化ゲージが減少していき、時間経過や超必殺技の発動などで進化ゲージがゼロになると進化前のデジモンに戻る。
なお、進化前が存在しないデジモンは進化ゲージが時間経過で減少することはなく、超必殺技を発動しても進化ゲージがゼロになるだけで退化することはない、

### アイテムカード
時折ステージ上に「アイテムカード」と呼ばれるものが出現することがあり、取得することで様々な効果を発揮する。アイテムカードの効果には体力の回復や進化ゲージの上昇などを行う補助系や、相手に飛び道具を発射する攻撃系があるほか、中には取得すると自分に不利な効果を発揮するデメリットカードも存在する。アイテムカードは弾き飛ばして相手に押し付けることもできるため、上手く活用することでゲームを有利に進めることができるようになっている。

### ステージ
本作品には全7つのステージが用意されており、ステージによって構成やギミックが異なる。ステージによってはマグマや大岩など攻撃判定を持つトラップが存在したり、場外に落下するとダメージを受けたりするものもある。また、ステージギミックの中には属性が設定されているものもあるため、デジモンによって得意なステージや苦手なステージが存在する場合もある。

## 登場キャラクター
アグモン → ウォーグレイモン（声優：坂本千夏）、八神太一（声優：藤田淑子）
初心者向けのオールラウンダータイプで、小さな火炎弾を吐き出すベビーフレイム、大きな口で噛み付くクロスファイトが必殺技。進化してウォーグレイモンになると接近戦が得意なアタッカーに変化し、炎の衝撃波で前方を薙ぎ払うドラモンキラー、竜巻のように突撃するグレートトルネードが必殺技となる。ドラモンキラーは単発の射撃技をかき消せるほか、グレートトルネードは方向キー入力によって八方向に進む方向を変えることができ、追加ボタン入力で二連続で技が発動する。巨大なエネルギー弾を敵に投げつけるガイアフォースが超必殺技で、地上で放つと強制的にジャンプするが、空中で放つとその動作を省略することができる。なお、特定のステージ端で放つと必ず敵に命中するバグがある。キャラクター選択の画面であるボタンを入力すると、『デジモンアドベンチャー』のころの太一に変化する。
ガブモン → メタルガルルモン（声優：山口眞弓）、石田ヤマト（声優：風間勇刀）
アグモンと同様バランスに優れ、青い火炎弾を吐き出すプチファイヤー、額の角で突き上げるリトルホーンが必殺技。進化してメタルガルルモンになるとウォーグレイモンとは異なり豊富な射撃技を持つ遠距離戦タイプに変化し、絶対零度の冷気を吐き出すコキュートスブレス、ミサイルを発射するガルルトマホークが必殺技となる。コキュートスブレスは敵の攻撃によって技がかき消されないうえ、射程が無制限であり弾速も非常に速く、唯一強制ダウンしない射撃技でもある。全身から敵を追尾する氷のミサイルを乱射するGクロスフリーザーが超必殺技で、長い溜め時間が弱点となるが、その追尾性は一度外しても画面外から再び敵に襲いかかるほど。選択画面でボタン入力により『デジモンアドベンチャー』のころのヤマトになる。
パタモン → セラフィモン（声優：松本美和）、高石タケル（声優：小西寛子、山本泰輔）
進化する前は能力値が低めに設定されており、空気弾を吐き出すエアショット、突進して羽で引っぱたくハネビンタが必殺技。エアショットは空中で放つと隙が小さくなり、ハネビンタは前半の突進攻撃が当たらなければ技が発動しない。進化してセラフィモンになると強力な射撃技と高いジャンプ力を持つ空中戦タイプに変化し、聖なるエネルギー弾を放つディバインブレイカー、七つの光弾を一斉に放つセブンヘブンズが必殺技となる。ディバインブレイカーは隙が大きいものの敵の攻撃でかき消されず射程が無制限であり、セブンヘブンズは地上では斜め上、空中では斜め下に技が放たれ、飛距離が伸びるにつれて光弾が収束するためヒット数を稼ぎやすい。無数の雷撃を敵に浴びせるアセンションハーローが超必殺技で、威力は高いが敵に密着していないと不発となり技が発動しない。選択画面でボタン入力により『デジモンアドベンチャー』のころのタケルになる。
テイルモン → ホーリードラモン（声優：徳光由禾）、八神ヒカリ（声優：荒木香恵）
動きが素早く、敵の動きを封じる光線キャッツアイ、突進して連続で引っかくネコパンチが必殺技。ネコパンチはパタモンのハネビンタ同様突進攻撃をヒットさせる必要がある。進化してホーリードラモンになると一風変わった技を持つトリッキータイプに変化し、らせん状の炎を吐き出すホーリーフレイム、霧を発生させてダメージを与えるハーミットフォッグが必殺技となる。ホーリーフレイムは発動後徐々にらせんの大きさが増していき、ハーミッドフォッグは発動後も短時間だ攻撃判定がその場に残る。無数のビームを敵に浴びせるアポカリプスが超必殺技で、セラフィモン同様敵に密着していないと発動しない。テイルモンは進化前としては唯一の成熟期デジモンである。選択画面でボタン入力により『デジモンアドベンチャー』のころのヒカリになる。
ブイモン → インペリアルドラモンファイターモード（声優：野田順子）、本宮大輔（声優：木内レイコ）
豊富な格闘技を持ち、頭突き攻撃ブイモンヘッド、腕を振り回して殴りつけるブンブンパンチが必殺技。ブイモンヘッドは地上で放つと正面に突進するが、空中で放つと斜め下に突進する。進化してインペリアルドラモン ファイターモードになるとオールラウンダータイプに変化し、レーザービームを放つポジトロンレーザー、真空刃で敵を切り裂くスプレンダーブレードが必殺技となる。ポジトロンレーザーは敵の攻撃でかき消されず射程が無制限であり、スプレンダーブレードは真空刃のほかにインペリアルドラモン本体にも攻撃判定がある。怒涛の連続攻撃から巨大レーザーでトドメをさすギガデスが超必殺技。
ワームモン → スティングモン（声優：高橋直純）、一乗寺賢（声優：朴璐美）
パタモンと同様進化する前は能力値が低く、敵の動きを妨害する糸を吐くネバネバネット、尻尾のトゲで敵を切り裂くランダンロールが必殺技。進化してスティングモンになると非常に速い動きで攻撃を繰り出すヒットアンドアウェイタイプに変化し、エネルギー弾を放つムーンシューター、猛スピードで突撃し腕のスパイクで貫くスパイキングフィニッシュが必殺技となる。ムーンシュターは空中で放つと斜め下に技が放たれ、スパイキングフィニッシュもこれと同様。頭の触角を伸ばし、触れた相手の体力を奪うヘルスクイーズが超必殺技。なお、一度ダメージを受けた状態からこの技で回復して体力が全快となった場合、パーフェクトボーナスは発生しない。進化後としては唯一の成熟期デジモンである。選択画面でボタン入力によりデジモンカイザーの姿になる。
ギルモン → デュークモン（声優：野沢雅子）、松田啓人（声優：津村まこと）
アグモンやガブモンと同様扱いやすいキャラクターで、小さな火炎弾を吐き出すファイヤーボール、炎をまとったツメで切り裂くロックブレイカーが必殺技。ファイヤーボールは空中で放つと隙が小さくなり、ロックブレイカーは連発できるためジャンプの飛距離を稼げる。進化してデュークモンになると聖槍・グラムを駆使した接近戦を得意とするアタッカーに変化し、盾に隠れつつ突進して切りつけるロイヤルセイバー、竜巻を描くように切りつけるスクリューセイバーが必殺技となる。スクリューセイバーの簡易版を空中上攻撃で発動可能。聖盾・イージスから強力なビームを発射するファイナルエリシオンが超必殺技。
テリアモン → セントガルゴモン（声優：多田葵）、李健良（声優：山口眞弓）
プチツイスターによって空中を自在に駆け回るスピードタイプで、緑色の火炎弾を吐き出すブレイジングファイア、竜巻のように回転して突っ込むプチツイスターが必殺技。進化してセントガルゴモンになると重量級パワーで敵を圧倒するパワーファイターとなり、両肩の追尾ミサイルを発射するジャイアントミサイル、敵を振り回して放り投げるメガツイスターが必殺技となる。メガツイスターは前半のパンチ攻撃が当たらないと発動しない。全身の火器を一斉に発射するバーストショットが超必殺技で、密度の高い射撃はクリーンヒットすれば高い確率で敵をピヨリ状態にすることができる。
レナモン → サクヤモン（声優：今井由香）、牧野留姫（声優：折笠富美子）
特殊な技を駆使するトリッキータイプで、無数の葉を手裏剣のように飛ばす狐葉楔（コヨウセツ）、自分と敵の位置を入れ替える狐変虚（コヘンキョ）が必殺技。狐葉楔は方向キー入力によって正面や斜め上、斜め下にと発射方向を変えることができる。進化してサクヤモンになるとより特殊技に磨きがかかり、四体の管狐で敵を攻撃する飯綱（イズナ）、前方を炎で焼き払う浄炎狐舞（ジョウエンコブ）が必殺技となる。飯綱は方向キー入力によって管狐を自在に操ることができるが操作中は本体が無防備となり、敵の射撃技などでかき消されやすく、浄炎狐舞は地上では斜め上に、空中では斜め下に炎が発生する。錫杖を地面に突き立て、結界内に踏み込んだ相手の動きを封じ込めて巨大な爆発で攻撃する金剛界曼荼羅（コンゴウカイマンダラ）が超必殺技。
インプモン → ベルゼブモン ブラストモード（声優：高橋広樹）
多彩な射撃技を持ち、指先から素早い火炎弾を放つナイト・オブ・ファイヤー、前方に発生させた氷の弾丸を飛ばすサモンが必殺技。サモンはボタン長押しで氷の数が増え、相手に密着した状態で使用すると発生する氷が次々と相手に命中する形になり、簡単に連続コンボがつなげられる。進化してベルゼブモン ブラストモードになると強力な射撃技と格闘技を兼ね揃えるバランスタイプに変化し、腕と一体化した銃から電撃弾を放つデススリンガー、鋭いツメで切り裂くダークネスクロウが必殺技となる。デススリンガーは命中した敵の動きをわずかに止めることができ、ダークネスクロウは技の発生が速く、ダッシュから繰り出すと非常に長い距離を滑るように移動する。腕の銃から巨大なエネルギー弾を放つカオスフレアが超必殺技で、発射前に現れる魔法陣は攻撃判定を持つほか、近くの敵を吸い寄せて拘束する。
ゴクモン（声優：山口健）
本作品のボスキャラクターで、進化前の形態は存在しない。強力な近接攻撃の数々が持ち味で、前方を地獄の業火で焼き払う蛇炎煉獄（ジャエンレンゴク）、腕の刃で敵を切り刻みつつ突進して貫く髑髏乱舞（ドクロランブ）が必殺技。どちらの技も通常の必殺技にもかかわらず非常に威力が高く、高い確率で敵をピヨリ状態にできる。燃え盛る炎の竜巻で敵を葬る髑髏旋風（ドクロセンプウ）が超必殺技で、上方向に長い攻撃判定を持つうえ近くの敵を吸い寄せる効果があり、威力も高いため敵をピヨリ状態にしやすい。通常攻撃が合計4ヒットする珍しいデジモン。
ブラックウォーグレイモン（声優：檜山修之）
進化前の形態は存在しない。アグモンが進化したウォーグレイモンと似た技を多く持つが、より攻撃力に優れており、炎の衝撃波で前方を薙ぎ払うドラモンキラー、竜巻のように突撃するブラックトルネードが必殺技。技の特徴もウォーグレイモンと同様。巨大なエネルギー弾を敵に投げつけるガイアフォースが超必殺技で、ウォーグレイモンとは異なりこちらは地面に接地した状態でも発動可能だが、わずかに弾の大きさが劣る。発生するバグもウォーグレイモンと同様。
インペリアルドラモンパラディンモード（声優：野田順子&高橋直純）、本宮大輔&一乗寺賢
進化前の形態は存在しない。ブイモンが進化したインペリアルドラモン ファイターモードと似た技を多く持ち、レーザービームを放つポジトロンレーザー、真空刃で敵を切り裂くスプレンダーブレードが必殺技。技の特徴もインペリアルドラモン ファイターモードと同様。怒涛の連続攻撃で敵を打ち上げ、オメガブレードで一刀両断にするオメガソードが超必殺技。
オメガモン（声優：坂本千夏&山口眞弓）、八神太一&石田ヤマト
進化前の形態は存在しない。強力な射撃技と近接技を兼ね揃えるオールラウンダータイプで、右腕の砲口から冷気の砲弾を放つガルルキャノン、左腕の大剣から放つ熱波で敵を切り裂くグレイソードが必殺技。グレイソードは発生する熱波のほか、剣自体にも攻撃判定があるため密着して繰り出すと合計4ヒットする。炎と冷気による地を這う衝撃波を放つダブルトレントが超必殺技。ゴクモンと同様、通常攻撃が合計4ヒットする。オメガモンはデフォルトで『デジモンアドベンチャー』のころの太一とヤマトがパートナーとなるが、選択画面でボタン入力により『デジモンアドベンチャー02』のころの太一とヤマトになる。なお、他の映像作品などで見られるオメガモンとは異なりマントがない。